# Вируси
Вижте пояснителната страница за други значения на Вирус.
Вирусите (на латински: virus – „отрова“) са безклетъчни микроскопични патогени, които могат да се възпроизвеждат единствено вътре в клетките и могат да инфектират всякакви видове организми: животни, растения, бактерии, археи.
Вирусите могат да се възпроизвеждат единствено като подчиняват и контролират други клетки, понеже самите те не притежават собствен клетъчен апарат за самовъзпроизвеждане. Те не могат да се размножават в изкуствени хранителни среди, а единствено в живи клетки.
Те са много малки, с размери 15 – 350 nm, и са видими само с електронен микроскоп. Имат разнообразна форма: сферични, пръчковидни, многостенна призма и др.
Терминът вирус обикновено обозначава тези частици, които заразяват еукариотни организми (всички многоклетъчни и много едноклетъчни организми), а терминът бактериофаг или фаг – тези заразяващи прокариотни организми (бактерии и бактериоподобни доядрени организми).
Тези частици винаги носят малко количество нуклеинова киселина (или ДНК, или РНК, но не и двете заедно). В зависимост от нуклеиновата киселина, вирусът се групира най-общо на РНК вируси и ДНК вируси, като нуклеиновата киселина може да бъде едно- или двуверижна, защитена от обвивка, съдържаща белтъци, липиди, въглехидрати или комбинация от тях. Представляват строги вътреклетъчни паразити, които използват синтезиращите системи и енергията на клетката при своето размножаване. Вирусната нуклеинова киселина носи информация, която да програмира клетката гостоприемник да синтезира вирусноспецифични макромолекули.

## История на изследванията
През 1884 г. френският микробиолог Шарл Шамберлан изобретява филтър, чиито пори са по-малки от размера на бактериите. С него той успява да премахне бактериите напълно от разтвор, първоначално съдържащ бактерии. През 1892 г. руският биолог Дмитрий Ивановски използва такъв филтър, за да изследва патогена, известен днес като вирус на тютюневата мозайка. Експериментите му показват, че раздробени извлеци от листа на инфектирани тютюневи растения остават заразни и след филтриране. Ивановски предполага, че инфекцията може да е причинена от токсин, произвеждан от бактерията, но не доразвива тази идея. По това време се смята, че всички патогени могат да бъдат задържани от филтър и отглеждани в хранителна среда.
През 1898 г. нидерландският микробиолог Мартинус Бейеринк повтаря експериментите на Ивановски и остава убеден, че филтрираният разтвор съдържа нов вид патоген. Той установява, че той се мултиплицира само в клетки, които се делят, но експериментите му не показват патогенът да е съставен от частици, поради което той го нарича contagium vivum fluidum (разтворим жив микроб) и virus, общо наименование на патогените, използвано през 18 век. Бейеринк смята, че вирусите са течни, но тази теория е отхвърлена по-късно от Уендъл Стенли, който доказва, че те са частици. По същото време, през 1899 г., германският бактериолог Фридрих Льофлер провежда подобен експеримент с инфекция на шап и също стига до извода, че става дума не за токсин, а за възпроизвеждащ се патоген.
Към края на 19 век вирусите се дефинират чрез тяхната заразност, възможността да бъдат филтрирани и нуждата им от жив гостоприемник. По това време вируси са наблюдавани само при растения и животни. В началото на 20 век английският бактериолог Фредерик Туорт открива група вируси, инфектиращи бактерии, които днес са известни като бактериофаги. Канадският микробиолог Феликс д'Ерел описва вируси, които добавени върху бактерии върху агар-агар, създават зони с мъртви бактерии. Той внимателно разтваря суспензия от тези вируси и установява, че най-разредените разтвори не унищожават всички бактерии, а създават отделни области от мъртви организми. Преброявайки тези области и умножавайки броя с коефициента на разреждане, той успява да изчисли броя на вирусите в първоначалния разтвор.
През 1906 г. американецът Рос Гранвил Харисън създава метод за отглеждане на тъкан в лимфа, а през 1913 г. по този метод е отгледан вирус на кравешка шарка в роговична тъкан на морско свинче. През 1928 г. същият вирус е отгледан в суспензия от смлени бъбреци на кокошка. Този метод намира широко приложение през 1950-те години, когато е използван за масово производство на ваксина срещу полиомиелит.
Нов пробив в изследванията на вирусите е постигнат през 1931 г., когато американският патолог Ърнест Уилям Гудпасчър отглежда грипен вирус и няколко други вируса в оплодени кокоши яйца. През 1949 г. американците Джон Ендърс, Томас Уелър и Фредерик Робинс отглеждат вирус на полиомиелит в изкуствено отгледани клетки на човешки ембрион, първият вирус, отгледан без използване на животински тъкани или яйца. Тяхната работа дава възможност на Джонас Солк да създаде първата ефективна ваксина срещу полиомиелит.
Първите изображения на вируси са получени след изобретяването на електронния микроскоп от германските инженери Ернст Руска и Макс Кнол през 1931 г. През 1935 г. Уендъл Стенли изследва вируса на тютюневата мозайка и установява, че той е изграден главно от протеини. Малко по-късно вирусът е разделен на две части – протеин и РНК. Вирусът на тютюневата мозайка става първият, който е кристализиран и чиято структура е изяснена в подробности. Първите изображения чрез рентгеноструктурен анализ са получени през 1941 г. Въз основа на такива снимки, през 1955 г. англичанката Розалинд Франклин разкрива пълната ДНК структура на вируса. През същата година американците Хайнц Франкел-Конрат и Робли Уилямс демонстрират, че отделената РНК на вируса на тютюневата мозайка и нейната протеинова обвивка могат да се съберат сами и да образуват функциониращ вирус. Те предполагат, че този прост механизъм е начинът, по който вирусите се образуват в клетките гостоприемници.
Втората половина на 20 век се превръща в златен век за откриването на вируси – по това време са открити над 2000 вида животински, растителни и бактериални вируси. През 1963 г. американецът Барух Блумбърг открива вируса на хепатит B, а през 1965 г. Хауърд Темин описва първия ретровирус. Обратната транскриптаза, ключов ензим при транслирането на РНК в ДНК от ретровирусите, е описан за пръв път през 1970 г. независимо от Хауърд Темин и Дейвид Балтимор. През 1983 г. екипът на французина Люк Монтание успява да изолира ретровируса, известен днес като ХИВ.

## Морфология на вирусите
Вирусите се срещат в две основни състояния:
- Извънклетъчна (Вирион) – представлява извънклетъчната форма на вируса, която не е активна. Тя се превръща в активна едва след като попадне в жива клетка. Вирионът не показва наличие на жизнени процеси, които протичат в него. Той е извънклетъчната форма на живот, съхраняваща вируса в природата. Той е приспособен да пренесе нуклеиновата киселина от една клетка в друга.
- Вътреклетъчна (Вирус-клетка) – това е вегетативната форма на вируса и представлява активна форма при размножаване в клетката.

Морфологичните параметри на вирусите са големина, форма, структура и симетрия. Те са строго специфични и се използват при класификацията на вирусите като основни таксономични белези.

### Големина
Според този параметър вирусите се делят на:
- Много дребни – вируси с големина 15 – 25 nm
- Дребни – вируси с големина 25 – 40 nm
- Средни – вируси с големина 40 – 100 nm
- Едри – вируси с големина 100 – 200 nm
- Големи – вируси с големина над 200 nm

Това разделяне е сравнително условно поради факта, че различните поколения вируси в рамките на една вирусна популация могат да варират в близки граници.

### Форма
Според този параметър вирусите се делят на:
- Сферични (мономорфни)
- Несферични (плеоморфни) – тези вируси имат разнообразна форма като овална, елипсовидна, пръчковидна, нишковидна, неправилна и др.

При някои вирусни болести в инфектираните клетки се наблюдават и вирусни включения, които представляват натрупване от вирусни частици или продукти от реакцията на клетката срещу инфекта или представлява съчетание от двете. Локализирани са в цитоплазмата (при шарка, бяс и др.) или в клетъчното ядро (аденовируси, шап, херпесвируси). Биват аморфни или зърнести. Те са типични за определена инфекция (например телцата на Бабеш-Негри в клетки на главния и гръбначния мозък при бяс) и имат важно диагностично значение.

### Структура
Първите достоверни данни за устройството на вирусите са получени през 1956 г., когато с електронен микроскоп е направена първата снимка на вируса на мозаечната болест по тютюна (ВМБТ). Макар и малки по размери вирусите притежават сложна структура. Основните принципи, на които те са изградени, са симетричната форма и кристалографското устройство. Представляват геометрични образувания както като цяло, така и за отделните части изграждащи вируса. Кристалографската структура на вирионите се обуславя от малките по размери нуклеинова киселина и от идентичността на капсомерите изграждащи капсида.
По структура вирусите се делят на два вида:
- Прости вируси – изградени са от два компонента нуклеинова киселина (нуклеоид) и белтъчна обвивка (капсид). Нуклеиновата киселина е разположена във вътрешността и е обградена от белтъчната обвивка. Капсидът е изграден от еднакви по строеж и разположение белтъчни единици, наречени капсомери. Капсомерите съдържат една или повече белтъчни молекули. Осигуряват стабилността на нуклеотида извън клетката и подпомагат адсорбцията на вируса при проникването му в клетката.
- Сложни вируси – освен нуклеинова киселина и белтъчна обвивка имат и допълнителна, различна по състав липопротеинна или фосфолипопротеинна обвивка, наречена пеплос (на гръцки: дреха) или суперкапсид. Той придава формата на вируса. Върху суперкапсидът се формират гликопротеинни израстъци, наречени пепломери. Те са разположени симетрично. Суперкапсидът се образува по време на узряването на вирусната частица и преминаването ѝ през ядрената или цитоплазмена мембрана.

По своята същност вирусите се делят на:
- Зрели (пълни или цели) – те съдържат пълния геном и могат да се възпроизвеждат.
- Дефектни (незрели) – това са вируси, които не притежават специфичната за вируса морфология и не съдържат нуклеинова киселина или някои белтъчни компоненти. Те са в състояние да предизвикват инфекция, но не са способни да се размножават самостоятелно.

### Симетрия
Срещат се два основни типа на симетрия на капсида. Третата форма е смесена между двата типа:
- Кубична симетрия (изометричен тип) – при тази форма на симетрия вирусите придобиват форма на двадесетостенник (икосаедрален тип) и по-рядко осмостенник (октаедрален тип).
- Спирална симетрия (хеликален тип) – нуклеиновата киселина е спирално навита под спираловидно разположени белтъчни субединици.
- Сложна симетрия (кубично-спирален тип) – тези вируси в различните части на вириона са изградени по различна симетрия.

### Геном
Подобно на всички останали живи организми вирусите притежават две основни свойства – наследственост и изменчивост. Те са генетично детерминирани. Материален носител на наследствената информация на вирусите е нуклеиновата киселина – ДНК или РНК. Отсечката от нуклеиновата киселина, която кодира полипептидната верига на един белтък, се нарича цистрон. Генът може да бъде идентичен с цистрона или да включва повече от един цистрон. Всички гени в нуклеиновата киселина изграждат вирусния геном. Количеството на гените при РНК вирусите варира от 3 до 15, а при ДНК от 30 до 160 гена.
Вирусните гени притежават биологична активност и кодират образуването на структурните белтъци и ензими, включени в състава на вириона. При вирусите представата за това, че всеки ген е отговорен за синтезата на един белтък се разширява. При някои фаги и вируси един ген може да кодира едновременно синтезата на два белтъка. Геномът на всички РНК вируси и малките ДНК вируси изцяло се състои от структурни гени. Въпреки това обаче структурните белтъци при тях поемат и регулаторната функция.
Спецификата на генофона на вирусната популация зависи от няколко фактора:
- Висока численост – от една вирусна частица при индивидуален цикъл се образуват 102 нови, а след три генерации броят им нараства до 106.
- Бърза смяна на поколенията.
- Безполов начин на размножаване.

## Класификация
В таксономията на видовете вирусите са отделени в таксон Vira, включващ огромен брой неклетъчни представители, паразитиращи по гръбначни и безгръбначни животни, растения, бактерии и нисши организми. Предложени са редица класификации F. Holnes (1948), Виктор М. Жданов (1950), Andre Lwoff, Robert Horne и Paul Tournier (1962). Всички те се базират на клетъчния тропизъм на вируса, клиничната изява на заболяването, начин на разпространение, морфология и други свойства.
Систематиката и таксономията на вирусите се кодифицира и поддържа от Международния комитет по таксономия на вирусите (МКТВ, International Committee on Taxonomy of Viruses, ICTV). Този комитет ръководи кодирането на вирусите и разработването на единни карти за всички вирусни изолати. Записите от тях (The Universal Virus Database ICTVdB) се съхраняват в Куинсландския университет в Австралия.
Класификацията на вирусите предложена от МКТВ е единна, универсална система, включваща в едно семейство вируси по различни видове организми с общ еволюционен произход и близки характеристики. По-нисшите елементи, като подвид, щам и вариант, се използват при кодиране на вирусите и работа с тях в лабораториите. При класификацията на МКТВ са взети под внимание три основни групи белези: морфология и свойства на вириона, размножаване на вируса в клетката и биологични особености.

### ICTV класификация
През 1966 г. Международният комитет па таксономия на вирусите приема единна класификация на вирусите, базираща се на типа нуклеинова киселина (РНК и ДНК) и количество на нуклеиновата киселина (едно- или двуверижна). Класификацията представлява серия от йерархични таксони:
Разред (-virales)
Семейство (-viridae)
Подсемейство (-virinae)
Род (-virus)
Вид (-virus)

### Класификация на Балтимор
Нобеловият лауреат, биологът Дейвид Балтимор предлага своя схема за класификацията на вирусите. Тя се базира на различията в механизма на продукция на иРНК. Тази система включва седем основни групи:
- (I) Вируси, съдържащи двуверижна ДНК и непреминаващи през РНК стадии (херпесвируси, поксвируси, паповавируси).
- (II) Вируси, съдържащи едноверижна молекула ДНК (парвовируси).
- (III) Вируси, съдържащи двуверижна РНК (ротавируси).
- (IV) Вируси, съдържащи едноверижна РНК с положителна полярност (пикорнавируси, флавивируси).
- (V) Вируси, съдържащи едноверижна РНК с отрицателна или двойна полярност (ортомиксовируси, филовируси).
- (VI) Вируси, съдържащи едноверижна РНК, които в своя жизнен цикъл имат стадий на синтез на ДНК с помощта на информационна РНК (ретровируси).
- (VII) Вируси, съдържащи двуверижна ДНК, които в своя жизнен цикъл имат стадий на синтез на ДНК с помощта на информационна РНК (хепаднавируси).

В класификацията на вирусите се прилагат едновременно и двете системи, които взаимно се допълват.

## Произход на вирусите
Вирусите представляват сборна група с различен произход. Съществуват няколко хипотези за произхода на вирусите.
Според първата хипотеза вирусите са произлезли от свободноживеещи микроорганизми като съвременните микоплазми и рикетсии, претърпели дегенеративна еволюция. Микроорганизмите загубили значителна част от своя геном. Възможно е само сложните ДНК-съдържащи автономни вируси, като шарковите например, да са еволюирали по този начин. Някои от вирусните белтъци са сходни с тези на бактериите, но значителна част от тях нямат аналог. Това показва, че вирусите са се обособили сравнително отдавна като група.
Втората хипотеза е известна с името „Теория на побеснелите гени“. Според нея вирусите представляват генетични структури на инфектираната клетка. При еволюцията си те придобили автономност и собствени гени, осигуряващи им възможност да съществуват самостоятелно, като запазват зависимостта си от клетката.

## Възпроизводство на вирусите
За разлика от бактериите, вирусите не се размножават сами, вместо това те се нуждаят от клетка-гостоприемник, която да извърши възпроизвеждането вместо тях.
Вирусната обвивка съдържа няколко копия от белтък, който се свързва (абсорбира) специфично от отделни клетъчни рецептори на клетката гостоприемник. Дадена клетка може да бъде инфектирана от определен вирус само ако има рецептори за него. След прикрепването на вируса към клетката при някои вируси в цитоплазмата навлиза само вирусната НК (както е при фагите), в други случаи навлизат и белтъци от вътрешната обвивка на вируса. От цитоплазмата вирусната НК се пренася в ядрото, където с помощта на клетъчни ензими се транскрибира. Новосинтезираната вирусна иРНК отива в цитозола и се транслира от рибозомите на клетката. Вирусните белтъци, които се синтезират от клетката гостоприемник, се делят на три категории: инхибиторни белтъци, които спират синтезата на клетъчните ДНК, РНК и белтъци; специфични вирусни ензими, които осигуряват вирусната репликация; структурни вирусни белтъци, които изграждат нови вирусни частици. Последователните етапи на адсорбция, проникване, репликация на вирусната нуклеинова киселина, синтез и сглобяване на вирусните частици и напускане на клетката се означават като вирусен литичен цикъл или накратко „репликация“ на вируса.
Вирусната репродукция се обуславя от няколко биологични и генетични особености на генома:
- Изграден е от ДНК или РНК, която може да бъде едно- или двуверижна, с положителна или отрицателна полярност, сегментирана или не.
- Вирусът не съдържа собствени синтезиращи системи и използва рибозомите на клетката.
- Структурните елементи на новия вирус се синтезират вътре в цитоплазмата или ядрото на клетката, след което се сглобяват.

Репродукцията условно преминава през три периода, като всеки от тях има отделни фази, преминаващи последователно една в друга.

### Начален период

#### Адсорбция
Представлява взаимодействие между рецепторите на вириона и клетката. Представлява двуфазов физико-химичен процес, включващ неспецифична (обратима) и специфична (необратима) адсорбция. Неспецифичната адсорбция се дължи на електростатичното взаимодействие между положително заредените аминни групи на вирусния белтък и отрицателно заредените киселофосфатни групи на клетката. Специфичната адсорбция е по-дълготрайно взаимодействие и зависи от комплементарността между вирусните и клетъчните рецептори. Скоростта на вирусната адсорбция варира в рамките на 5 до 90 минути.

#### Проникване (пенетрация)
Този процес се осъществява по няколко начина в зависимост от вида на вирусите:
- Виропексис (чрез вакуола, рецепторна ендоцитоза) – клетъчната мембрана се вгъва и обхваща вируса. Вакуолата и вирусната обвивка се разрушават с помощта на ензими и освобождават вирусния геном.
- Пиноцитоза – течна ендоцитоза. Подобен на предния механизъм характерен за по-дребните вируси.
- Фузия – сливане на вирусната с клетъчната обвивка. Характерен за едрите вируси. В клетката прониква само нуклеокапсидът на вириона.
- Фагов механизъм – вирусният геном се инжектира в клетката.
- Заразяване от клетка в клетка – получава се при обмен на продукти между съседни клетки без излизане в извънклетъчната среда.

#### Разсъбличане (депротеинизация) и освобождаване на нуклеиновата киселина
Процесът се извършва в мястото на репликация на вируса. Нуклеиновата киселина се освобождава в цитоплазмата с помощта на клетъчните лизозоми. Вирусите, които се размножават в ядрото, запазват капсидната си структура в цитоплазмата и се разсъбличат в ядрото.

### Среден (еклипс) период
Процесът е температурно и енергийно зависим. Нарича се еклипс (затъмнение) период, поради това че вирусът не може да се установи в клетката. Протича в рамките на десетина минути при вируса на грипа и до няколко часа при реовирусите. Изисква температура от 37 до 39 °C и енергия около 70 cal/mol.

#### Реорганизация на клетката
Образува се своеобразен хибридом (вирус-клетка), при който вирусът информира клетката и определя новата генетична структура. Клетката със своите органели го произвежда. В повечето случаи се потиска клетъчния синтез.

#### Репликация на вирусните нуклеинови киселини
Процесът протича последователно и преминава през три периода:
- Транскрипция – презаписване на информацията от нуклеиновата киселина върху информационна РНК.
- Транслация – превеждане на информацията от и-РНК във вирусните полизоми.
- Репликация на нова нуклеинова киселина.

### Заключителен период

#### Формиране на вирионите
Сглобяването и съзряването на вирусите се извършва в мястото на репликацията – в цитоплазмата или ядрото. Нарича се процесинг и се наблюдава етапно присъединяване на белтъците към нуклеиновата киселина.

#### Излизане на зрелите вириони
Този процес става бързо с деструкция на клетката гостоприемник. Вторият начин е бавен и възниква чрез пъпкуване. Обикновено вирионите излизат поединично в продължение на много часове.

### Характеристики на жив организъм
Учените все още спорят дали вирусите да се причисляват към живата или неживата природа. Според съвременната биология животът трябва да отговаря на някои условия: да се самоорганизира, да се самообновява, да се саморегулира, да се самовъзпроизвежда и да се развива (да еволюира). Вирусите отговарят само на едно от посочените условия – те еволюират. Поради липса на органи вирусите използват рибозомите на други клетки. Принципът е следният: вирусът се прикрепя към дадена клетка и инжектира в нея своя РНК, която се свързва с рибозомите на клетката и я стимулира да произвежда вирусни белтъци. Произведените белтъчни молекули се свързват и образуват нов вирус, който разкъсва клетката при напускането ѝ. Интересен факт е, че вирусите са много ценни за съвременното генно инженерство заради способността си да пренасят генетичен материал в клетките. Използват се като вектори, които пренасят РНК от една клетка в друга, което причинява изкуствена мутация.